# Hamlet Manukian
Hamlet Manukian (en armenio: Համլետ Մանուկյան; 22 de agosto de 2007) es un deportista armenio que compite en gimnasia artística. Ganó una medalla de oro en el Campeonato Europeo de Gimnasia Artística de 2025, en la prueba de caballo con arcos.

## Palmarés internacional
| Campeonato Europeo | Campeonato Europeo | Campeonato Europeo | Campeonato Europeo |
| Año                | Lugar              | Medalla            | Prueba             |
| ------------------ | ------------------ | ------------------ | ------------------ |
| 2025               | Leipzig (Alemania) | Medalla de oro     | Caballo con arcos  |